# Международный автодром Майами
Международный автодром Майами (англ. Miami International Autodrome) — гоночная трасса вокруг Хард Рок Стэдиум и его объектов в  Майами-Гарденс (пригороде Майами), Флорида, США. Трасса имеет длину 5,412 км и включает 19 поворотов. Трасса была специально разработана для Гран-при Майами, который был впервые включен в календарь чемпионата мира Формулы-1 в 2022 году.

## История
Трасса была предложена ещё в октябре 2019 года с первоначальным проектом на месте проведения, было рассмотрено до 75 схем и 36 смоделировано. Владелец стадиона Стивен Росс пытался привлечь Формулу-1 в течение нескольких лет, прежде чем был опубликован первоначальный проект. У организаторов Гран-при на Хард Рок Стэдиуме была принципиальная договоренность о проведении гонки с 2021 года, но гонка была отложена. Комиссары[кто?][прояснить] Майами-Гарденс изначально голосовали против создания трассы, но 14 апреля 2021 года это решение было отменено. 2 сентября 2021 года трасса была официально названа «Международным автодромом Майами».

## Трасса
По плану, будущая трасса должна была находиться на территории частного стадиона «Хард Рок Стэдиум» и использовать все новые и существующие дороги внутри, а новые постоянные асфальтированные дорожки трассы должны были быть интегрированы в территорию стадиона. Трасса предполагалась временного типа, и при её сооружении не должны были использоваться общественные улицы, расположенные вокруг стадиона. За несколько недель до гоночного уик-энда трасса и её средства безопасности должны были быть собраны специально для гоночного уик-энда. После гоночного уик-энда трасса должна быть демонтирована, а стадион Хард Рок Стэдиум — вернуться в нормальное состояние.
Выбранный проект трассы имел длину 5,41 км (официальная длина на гонку была заявлена как 5,412 км) и включал в себя 19 поворотов с ожидаемой средней скоростью около 223 км/ч. Он предполагал три зоны для использования системы DRS, расположенные между поворотами 10 и 11, 16 и 17, и на прямой «старт — финиш». Трасса в основном плоская, однако присутствуют некоторые неровности, которые дизайнеры интегрировали в трассу. Самый большой перепад — между поворотами 13 и 16, где трасса проходит под эстакадами на неровной поверхности и движется по полосе замедления автомагистрали Флориды. Пит-лейн, боксы и паддок должны были быть расположены вдоль северной стороны стадиона.

## Победители Гран-при Майами
| Год  | № | Пилот           | Команда             | Отчёт |
| ---- | - | --------------- | ------------------- | ----- |
| 2022 | 1 | Макс Ферстаппен | Red Bull            | Отчёт |
| 2023 | 2 | Макс Ферстаппен | Red Bull-Honda RBPT | Отчёт |
| 2024 | 3 | Ландо Норрис    | McLaren-Mercedes    | Отчёт |
| 2025 | 4 | Оскар Пиастри   | McLaren-Mercedes    | Отчёт |